# Ordubadski rajon
Ordubadski rajon (azerski: Ordubad rayonu) je jedan od 66 azerbajdžanskih rajona. Ordubadski rajon se nalazi na jugozapadu Azerbajdžana unutar Nahičevanske Autonomne Republike na granici s Armenijom i Iranom. Središte rajona je Ordubad. Površina Ordubadskog rajona iznosi 972 km². Prema popisu stanovništva Ordubadski rajon ima oko 49.500 stanovnika.
Ordubadski rajon se sastoji od 45 općina.